# Tom Rob Smith
Tom Rob Smith (* 1979, Londýn) je anglický spisovatel románů.

## Život
Smith se narodil roku 1979 v Londýně jako syn anglického otce a švédské matky. Studoval na Univerzitě v Cambridgi a poté absolvoval roční kurz tvůrčího psaní v Itálii. Od té doby působí jako spisovatel a scenárista.

## Dílo
Největší úspěch sklidil jeho první román Dítě číslo 44, publikovaný v roce 2008. Získal ocenění Ian Fleming Dagger za nejlepší thriller roku, byl nominován na Man Bookerovu cenu a přeložen do více než 30 jazyků. Na Dítě číslo 44 volně navazují další dva romány odehrávající se v Sovětském svazu. Po nich Smith napsal psychologický thriller Farma.
- Dítě číslo 44 (Child 44, 2008, česky 2009 Knižní klub v překladu Josefa Hanzlíka) – příběh důstojníka MGB Lva Děmidova, který se snaží vyšetřovat hromadné vraždy dětí, přestože je sám zasažen represemi režimu; román byl volně inspirován událostmi spojenými s Andrejem Čikatilem.
- Utajovaný projev (The Secret Speech, 2009, česky 2011)
- Agent 6 (2011, česky 2013)
- Farma (The Farm, 2014, česky 2016)

Román Dítě číslo 44 byl v roce 2013 zfilmován v produkci Ridleyho Scotta, film se stejnojmenným názvem měl premiéru v dubnu 2015. Natáčelo se také v České republice, mimo jiné v pražském metru nebo u Máchova jezera.